# Kriminalunderrättelsetjänsten
Kriminalunderrättelsetjänsten (KUT) är verksamhetsgren inom polisen och därmed ingen egen myndighet som bedriver underrättelsetjänst. Formerna för Kriminalunderrättelsetjänsten återfinns i Polisens underrättelsemodell (PUM). Målet med en underrättelseverksamhet är att förse polisen med kunskap som kan omsättas i operativ verksamhet. I Polismyndigheten bedrivs kriminalunderrättelsetjänst på nationell, regional och lokal nivå. Syftet med kriminalunderrättelsetjänst är att avslöja om brott har ägt rum, pågår eller kan komma att begås. Även Kriminalvården, Tullverket, Ekobrottsmyndigheten och Skattebrottsenheten bedriver kriminalunderrättelseverksamhet.

## Polisens underrättelsemodell
Polisens underrättelsemodell (PUM) tar upp tre olika områden; ledning och styrning, kriminalunderrättelseverksamhet och operativ verksamhet. Modellen innebär till exempel att all ledning och styrning av operativ verksamhet ska ske i operativa ledningsgrupper på lokal, regional och nationell nivå. I dessa grupper ska man behandla såväl kriminalunderrättelsearbetet som planlagt arbete i linjen och andra planlagda insatser. Modellen betonar att alla anställda inom polisen har ansvar för att bedriva kriminalunderrättelsearbete och dokumentera detta. Kriminalunderrättelsetjänsten ska i första hand bearbeta och analysera informationen. Informationsinhämtningen ska koncentreras kring problem som prioriterats av den operativa ledningsgruppen.

## Underrättelseledd polisverksamhet
Underrättelseledd polisverksamhet är en modell för ledning och styrning av all planlagd operativ polisverksamhet där beslut om inriktning, prioritering och genomförande baseras på underrättelser och annan relevant kunskap.